# 알렉스 텔레스
알렉스 니코라우 텔레스(포르투갈어: Alex Nicolao Telles, 1992년 12월 15일 ~ )는 브라질의 축구 선수이다. 현재 보타포구에서 뛰고 있다.

## 플레이 스타일
풀벡치고 공격적이고,좋운 킥력울 가지고 있어 코너킥,프리킥,페널투킥을 많이 찬다.(맨유에선 브루누 페르난데스 때매 코너킥만 참)텔레스는 크로수가 좋아 FC 포르투에서 도움도 많이 기록했다.또한 패스능력도 좋아 빌드업에도 능하다.슈팅도 풀백치고 좋은 편으로 골도 많이 넣었다. 하지만 이런 최고위 공격 능력과 달리
스피드가 최근에 풀벡치고 느리고,수비 능력도 조금 떨어져 맨유에서 수비가 불안할때가 있다.

## 클럽경력

### 주벤투지
주벤투지에서 괜찮은 활약을 하며 그레미우로 이적을 갔다.

### 그레미우
여기서 좋은 활약을 하며 갈라타사이로 이적을 갔다.

### 갈라타사이
그레미우에서 좋은 활약을 펼쳐 갈라타사이로 왔다.여기서 좋은 공격력을 뽑네면서 인테르나치오날레에 임대로 갔다.

### 인테르
인테르에서 않좋은 수비와 공격력도 갈라타서이에서처럼 좋지 않아 인테르가 완전영입을 하지 않았다.

### 갈라타사이
다시 갈라타사이에서 준수한 활약을 하면서 풀벡이 심하게 털린 포르투갈의 명문 클럽 FC 포르투로 이적을 갔다.

### FC 포르투
FC 포르투에서 엄청난 공격력으로 완벽한 왼쪽 풀벡으로 자리매김했다.또한 수비에서도 안정감을 더해서 포르투갈에서 최고의 풀벡으로 자리매김했다.또한 포르투에서의 활약으로 브라질 국가대표팀에도 차출되었다.

### 맨유
맨유가 쇼의 경쟁구도를 만들기 위해 텔레스를 영입하였다.허지만 쇼가 좋은 활약을 펼쳐 자주 뛰지 못하고 있다.